# Зелёная Стрела (DC Comics)
Зелёная Стрела (англ. Green Arrow) — вымышленный супергерой вселенной DC Comics. Создан Мортимером Вайсингером и Джорджем Паппом и впервые появился в More Fun Comics #73 в ноябре 1941 года. Его настоящее имя Оливер Джонас «Олли» Куин. Одетый наподобие Робина Гуда, Зелёная Стрела использует для борьбы с преступностью лук и специальные стрелы с необычным назначением. Эти стрелы могут нести взрывчатку, бомбу с таймером, крюки, световые гранаты, сети, и существуют даже такие необычные вариации, как замораживающие стрелы и стрелы с криптонитом. Зелёная Стрела изначально был задуман как аналог Бэтмена с луком, но сценаристы DC сделали его представителем левых и прогрессивных идей, имеющим очень много различий с Бэтменом.
В течение первых двадцати пяти лет существования в комиксах Зелёная Стрела был не очень значительным персонажем. В конце 1960-х сценарист Денни О’Нил решил, что персонаж потеряет своё богатство, став уличным крестоносцем, борющимся за рабочий класс и обездоленных. В 1970-х Зелёной Стреле поставили в напарники более ориентированного на закон и порядок героя, Зелёного Фонаря, создав новаторскую серию комиксов с высокой социальной сознательностью. С этого момента Зелёная Стрела стал довольно популярным героем среди фанатов комиксов, и большинство писателей стали смелее подходить к персонажу. Персонаж был убит в 1990-х годах, и его место занял сын Оливера Коннор Хоук, ставший новой Зелёной Стрелой. Однако Хоук показал себя куда менее популярным персонажем, и персонаж Оливера Куина был воскрешён в истории «Quiver» 2001 года, написанной Кевином Смитом. В 2000-х годах персонаж был описан в нескольких значимых сюжетных линиях, фокусирующихся на Зелёной Стреле и Чёрной Канарейке, таких как «The Green Arrow/Black Canary Wedding» и «Justice League: Cry for Justice», кульминация которых сделала Зелёную Стрелу морально двусмысленным антигероем.
Зелёная Стрела изначально не был известным персонажем за пределами комиксов; он появился лишь в одном эпизоде мультсериала «Super Friends» в 1973 году. В 2000-х годах персонаж появился в ряде мультсериалов DC, таких как «Justice League Unlimited», «Young Justice», «The Batman», «Batman: The Brave and the Bold», и в нескольких анимационных фильмах DC. Также появился в телесериале «Тайны Смолвиля», сыгранный Джастином Хартли, став одним из основных участников в последних сезонах. В 2012 году телесериал «Стрела» дебютировал на канале The CW; здесь Оливера Куина играет Стивен Амелл.

## История публикаций

### Начало, 1941—1968
Зелёная Стрела и Спиди впервые появились в «More Fun Comics» № 73 (изданном в ноябре 1941), иллюстрированном Джорджем Паппом. Кроме очевидных аллюзий на Робин Гуда, Морт Вайсингер, создавая персонажа, полагался на телесериал, The Green Archer, основанный на новелле Эдгара Уоллеса. Он перестроил концепцию в лучника-супергероя с очевидным влиянием Бэтмена. Это влияние определило Зелёной Стреле напарника, а также Стреломобиль, использование Пещеры Стрелы в качестве штаба, альтер эго миллионера-плейбоя, использование Сигнала Стрелы для вызова его и похожий на клоуна главный противник под именем Бычий глаз (англ. Bull's Eye), схожий с главным противником Бэтмена, Джокером.
Другой созданный Вайсингером персонаж, Аквамен, в первое время несколько раз появился в серии, и затем эти два персонажа долгое время издавались конкурентно в More Fun Comics вплоть до середины 1940-х и затем в «Adventure Comics» с 1946 по 1960. Зелёная Стрела и Спиди также появились в нескольких выпусках «World’s Finest Comics» до выпуска № 140 (1964). Серия Зелёной Стрелы и Спиди стала одной из пяти, которые были показаны в ранней командной серии «Leading Comics».
Зелёная Стрела был одним из немногих персонажей DC, продолживших выпускаться после окончания Золотого века комиксов. Зелёная Стрела был в отношениях с Пэтти Коттер. Долговечность персонажа обеспечивалась влиянием создателя, Морта Вайсингера, сохранившего Зелёную Стрелу и Аквамена в качестве резервных персонажей для серии Superboy, сначала в «More Fun Comics», а затем в «Adventure Comics». Кроме деления общей серии с ним, выпуск № 258 описывает стычку между юным Оливером Куином и Супербоем. В 1958 году был небольшой период, в который сценаристами серии были Дик и Дейв Вуд, художником был Джек Кёрби. Большую же часть этого периода приключения Зелёной Стрелы писал Фрэнц Геррон, бывший основным сценаристом серии в 1947—1963 годах.

### Нил Адамс и Деннис О’Нил, 1969—1983
В 1969 году Нил Адамс решил изменить внешний вид Зелёной Стрелы, наделив его эспаньолкой и костюмом нового дизайна в «The Brave and the Bold» № 85 (август—сентябрь 1969). Вдохновлённый редизайном Адамса, писатель Деннис О’Нил во многом поменял мировоззрение персонажа, что проявилось в «Justice League of America» № 75 (ноябрь 1969), в котором его личность получила новые, более острые грани. Результатом пересмотра стала потеря Оливером Куином состояния из-за ложного обвинения в коррупции, после чего он стал адвокатом для бедных, а также тот факт, что Оливер стал левым. К примеру, он однажды спас собаку мальчика, играющего возле локомотивного депо, но вместо чувства удовлетворения он мучился большей проблемой — что нет безопасного места, где мальчик мог бы играть.
В начале 1970-х Зелёная Стрела стал напарником Зелёного Фонаря Хэла Джордана в недолговечной серии комиксов О’Нила и Адамса, в которых обсуждались различные социальные и политические ситуации. Зелёная Стрела стоял за радикальные перемены, в то время как Зелёный Фонарь стоял за работу над улучшением уже существующих государственных структур и законов. Где Оливер требовал действия, Хэл Джордан хотел работать из-под системы; где Куин требовал изменений обществе, Джордан больше заботился о том, чтобы преступники были за решёткой. Каждое убеждение одного было оспорено убеждениями другого. Куин убеждал Джордана смотреть дальше строгого повиновения Корпусу Зелёных Фонарей, помогать тем, кто был оставлен без надзора или дискриминированным. Как объяснял О’Нил: «Он будет горячим анархистом, контрастом рассудительному, спокойному гражданину, которым являлся Зелёный Фонарь». Дуэт отправляется в путь по Америке, становясь свидетелями проблем коррупции, расизма, загрязнения и перенаселения, стоящих перед нацией. Писатель О’Нил даже сделал комикс на основе убийств «Семьи» Мэнсона, в выпусках № 78—79 («A Kind of Loving»), в которых Чёрная Канарейка попала под воздействие речей фальшивого пророка, сторонника насилия.
Именно в этот период была выпущена одна из самых известных историй о Зелёной Стреле, появившаяся в «Green Lantern» (том 2) № 85—86, в котором оказалось, что подопечный Зелёной Стрелы, Спиди, пристрастился к героину. В своём рвении спасти Америку Оливер провалил свою личную задачу оберегать Спиди. Позже Спиди сможет превозмочь свою зависимость с помощью Чёрной Канарейки, подруги Оливера. За эту историю создатели получили поздравительное письмо от мэра Нью-Йорка, Джона Линдсея. К несчастью, серия не оправдала коммерческих ожиданий, и у Нила Адамса были проблемы со сроками, в результате выпуск № 88 вышел не по плану и серия была отменена после выпуска № 89 (апрель/май 1972).
Дуэт был перемещён в поддержку серии Флэша, с выпуска № 217 до № 219. Социально значимые темы продолжали появляться, история начинается с того, что Оливер убил преступника (пусть и случайно). После этого он лишил себя всех символов своей супергероической деятельности (включая разбитие Стрелолёта) и ушёл в монастырь-ашрам. Там он не нашёл покоя и вернулся во внешний мир в поиске Хэла и Дины. История стала очень важной для персонажа в 1990-х. После этой трёхсерийной истории Зелёный Фонарь продолжил свои появления в «The Flash», уже в одиночку, в то время как Зелёная Стрела начал появляться в «Action Comics».
В 1976 году серия «Green Lantern» была перезапущена вместе с Хэлом Джорданом и Олли Куином в партнёрстве Зелёная Стрела/Зелёный Фонарь, но вернулась к более традиционным историям супергероев. Денни О’Нил продолжил писать персонажей, художником же стал сторонник Адамса Майк Грелл. После серия вернулась к одиночной — с Зелёным Фонарём, Зелёная Стрела же стал появляться в «World’s Finest». Разные одиночные истории довольно часто писал Эллиот С. Мэггин.
В своей серии Оливер получил работу в качестве обозревателя газеты, что позволило ему выражать свои политические взгляды более публично. В «World’s Finest» № 255 (1979) Куин выдвинул свою кандидатуру на пост мэра Стар-сити, но проиграл, хоть и был близок к победе. Хотя были основания подозревать, что результаты голосования были подстроены, Чёрная Канарейка решила не оспаривать результаты голосования официально, по сути уступив своему оппоненту.
В период с мая по август 1983 года Зелёная Стрела впервые появился в своём собственном комиксе, четырёхсерийной мини-серии об убийстве и предательстве, ставшей основанием для полноценной серии комиксов. Это была мини-серия, в которой у Зелёной Стрелы появился первый враг — Граф Вертиго.
В 1985 году Зелёная Стрела умер во время Кризиса на Бесконечных Землях, нося красные ботинки и перчатки, всё, что осталось от персонажа Земли-2. На тот момент ещё не было практики воскрешения персонажей, его случай стал первым.

### Longbow Hunters и постоянная серия Майка Грелла
В 1987 году DC Comics запустил персонажа в новую серию как часть направления комиксов для взрослой аудитории. Написанная и иллюстрированная Майком Греллом мини-серия «Green Arrow: The Longbow Hunters» стала началом этой новой версии Зелёной Стрелы. В этом трёхсерийном комиксе престиж-формата обычное приключение привело к трагедии — Чёрная Канарейка была захвачена группой наркоторговцев, которые её жестоко пытали. В ответ Оливер убил всех, кто её истязал. Мини-серия также представила загадочную японку-лучницу, Шадо, чья семья страдала в концлагере во время Второй мировой войны.
Под началом Грелла Зелёная Стрела оставил использование своих специальных стрел и переехал из Стар-сити в Сиэтл, Вашингтон. Пока серия была частью линии DC Comics для взрослых, она была более грубой, жестокой и в городском тоне, Зелёная Стрела довольно часто использовал смертельное оружие против своих противников. Грелл написал для серии первые 80 выпусков, нивелируя супергероические аспекты персонажей; Оливер перестал носить маску и ни разу не был упомянут как «Зелёная Стрела», а Чёрная Канарейка ни разу не использовала свой сверхзвуковой крик. (Позже это объяснялось тем, что она потеряла свои способности во время событий «The Longbow Hunters», хотя это не совпадало с её появлениями в других параллельных сериях комиксов). В то время как кроссоверы были направлены на то, чтобы позволить другим писателям (наиболее известным был Денни О’Нил, писавший в тот момент серию Batman и более взрослый комикс The Question) использовать Зелёную Стрелу, Грелл описывал его более изолированным от остальной вселенной DC. Даже когда персонажи, вроде давнего друга Хэла Джордана (более известного как Зелёный Фонарь), появлялись в серии, они носили обычную одежду и использовали свои обычные имена, а не супергеройские прозвища.
Вместо супергеройского общества Грелл создал собственную команду поддержки. В дополнение к Шадо, Грелл ввёл персонажа лейтенанта Джима Кэмерона из полиции Сиэтла, негативно отнёсшегося к деятельности Зелёной Стрелы (включая убийство преступников); перебежчика из ЦРУ агента Грега Осборна, начавшего отслеживать действия Оливера; наёмника Эдди Файерса, изначально представленного как противник Куина, но затем ставшего компаньоном по необходимости, когда Зелёная Стрела был вынужден покинуть Сиэтл из-за сфабрикованных обвинений в помощи террористам. Грелл перестал вести всю серию после «Green Arrow» № 80, вскоре после того как Дина бросила Оливера.
В течение этого периода Грелл переписал заново происхождение Зелёной Стрелы в четырёхсерийной ограниченной серии, «Green Arrow: The Wonder Year». Грелл изобразил Оливера Куина как искателя острых ощущений, унаследовавшего семейный бизнес в раннем возрасте. Изменённый своим пребыванием на острове, Оливер решил использовать борьбу с преступностью как способ борьбы со своими обязанностями. Во время первого приключения в Стар-сити Оливер Куин встречает свою былую страсть, Брайанну Стоун, бывшую радикалкой колледжа, высказавшей идею, что, если у него всё ещё хранится лук, он мог бы его однажды использовать для дела. Ограниченная серия также определила влечение Оливера к опасным женщинам.

### После Грелла
Когда Грелл покинул серию, DC незамедлительно начало восстанавливать Зелёную Стрелу в глобальной вселенной DC. Его постоянная серия (в основном написанная Келли Паккет с иллюстрациями Джима Апаро) перестала быть составляющей направления «Mature Audience» (позже ставшей импринтом «Vertigo») в выпуске № 63, незадолго до ухода Грелла. Зелёная Стрела также начал появляться в комиксах других супергероев, наиболее заметное появление было в «Green Lantern» № 47, в которой Оливер помогал Хэлу Джордану спасать его девушку Кэрол Феррис и её семью от одного из врагов Хэла. Другим заметным появлением стала мини-серия 1994 года «Zero Hour», в которой Зелёная Стрела был вынужден выстрелить в своего старого друга в кульминационный момент события. Плотно встроенный во вселенную DC персонаж Коннор Хоук был представлен и раскрыт как сын Оливера Куина.
В Green Arrow № 100—101 Оливер внедрился в группу экотеррористов, известную как Корпус Эдема (англ. Eden Corps), и пожертвовал жизнью, чтобы предотвратить подрыв бомбы, которая уничтожила бы Метрополис. Тело Оливера было почти полностью уничтожено, так что опознать его смог только Супермен. Это позволило создателям встряхнуть серию и сделать Коннора Хоука новой Зелёной Стрелой. Эта серия, сценарий для которой писал Чак Диксон, продолжалась с Хоуком в главной роли вплоть до выпуска № 137, когда серия была отменена.

### Смит, Хестер и Паркс/Мельтзер 2000—2004
В 2000 году Оливер Куин был оживлён в новой серии, «Green Arrow» (том 3), в сюжетной линии «Quiver», написанной Кевином Смитом и иллюстрированной Филом Хестером и Энди Парксом. Оказалось, что воскрешение Оливера Хэлом (на последней странице комикса «Green Arrow» № 137, последнем выпуске постоянной серии Оливера/Коннора) прошло не самым лучшим образом. В последние часы Хэла перед тем, как он пожертвовал своей жизнью во время событий «The Final Night», Джордан разговаривает с душой Оливера в загробном мире, и оба согласились вернуть частично Оливера Куина к жизни; без души (чтобы душа Оливера могла остаться на небесах) и без памяти о событиях из мини-серии «The Longbow Hunters», равно как и о последующих событиях, вплоть до его смерти.
В течение нескольких лет воскрешённый Оливер жил в Стар-сити, борясь с преступностью, в то же время находясь за пределами видимости своих друзей-супергероев, но в конце концов его обнаружили. Его воскрешение было использовано дедушкой Стэнли Довера, попытавшегося получить власть над монстром, обладающим странной связью со Стэнли. Довер собирался взять тело Оливера и использовать его доступ к ресурсам Лиги справедливости, чтобы найти монстра. В кульминации истории душа Оливера возвращается с небес и вселяется в своё тело, после чего помогает своему сыну Коннору одолеть орду демонов. Довер побеждён и, на самом деле, поглощён Зверем, ушедшим после этого по своим причинам. Оливер находит себя вновь независимо богатым, так как Довер перевёл все свои финансовые активы Оливеру, поскольку собирался вселяться в его тело. Оливер также выбирает нового напарника, Мию Дерден, впоследствии ставшую новым Спиди под его опекой.
После истории с воскрешением Смит написал вторую, более короткую, сюжетную линию, включающую наделённого сверхспособностями убийцу, называющего себя Ономатопея, наметившего Коннора Хоука следующей жертвой. После этого Смит покинул серию, и Брэд Мельтзер стал ведущим сценаристом серии.
Мельтзер написал сюжетную линию, описывающую Оливера и его бывшего напарника, Роя Харпер, объединившихся и отправившихся в путешествие по всей стране в поисках бывших пассий Оливера, в основном используя кольцо, доверенное Оливеру Хэлом Джорданом много лет назад. История открывает факт, что Оливер всё время знал, что Коннор Хоук — его сын, и даже присутствовал при его рождении, но затем покинул Коннора и его мать, поскольку боялся ответственности отцовства. Сюжетная линия Мельтзера имела продолжение в «Green Lantern: Rebirth», в которой Оливер попытался использовать кольцо.
Мельтзер написал сюжет для мини-серии «Identity Crisis», которая весьма подробно описывала Зелёную Стрелу как одного из главных персонажей.
В течение этого времени персонаж появлялся и в других сериях, вроде «Justice League» и «Justice League Elite». Наиболее известным событием из этих появлений является короткая любовная интрига с Доун, женой магического эксперта команды, Маниту Рейвен.

### Джадд Виник (2004—2008)
В 2004 году Джадд Виник стал сценаристом серии Зелёной Стрелы и сделал много изменений. Мия Дерден, новый Спиди, оказалась поражённой ВИЧ. Также было сделано несколько попыток расширить список врагов Зелёной Стрелы, добавив лучника Мерлина, Константина Дракона и Дэнни Бриквелла (по прозвищу Кирпич) к уже существующим злодеям, таким как наводящий иллюзии Граф Вертиго и загадочный Онаматопея, тоже появившийся недавно. Другие злодеи вселенной DC, такие как Загадочник, появлялись в серии эпизодически.
В 2006 году комикс Энди Диггла и Джока «Green Arrow: Year One» представил новую официальную версию становления героя. Используя концепции из предыдущих версий, Оливер Куин — богатый искатель острых ощущений, которого атаковали и выбросили за борт яхты. Его выбросило на остров, где Оливеру пришлось научиться выживать и где он обнаруживает контрабандистов, поработивших коренное население острова. Увидев, в каких ужасных условиях находятся местные жители, Олли начинает действовать против преступников. В конце концов Куин возвращается к цивилизации, изменённый пережитыми на острове событиями. Оливер заявляется, что бунт против контрабандистов, поднятый им на острове, может быть использован как прикрытие для того, что на самом деле произошло, что отсылает читателя к оригинальной истории происхождения Зелёной Стрелы, а также к версии Майка Грелла.
В том же году стартовало событие «One Year Later», рассказывающее о событиях через год после «Infinite Crisis» и охватывающее многих персонажей DC, в том числе и Зелёную Стрелу. Оливер, снова накопивший огромное состояние, стал новым мэром Стар-сити. Он продолжает борьбу за справедливость как на улицах, так и в политике. У него новый костюм, ставший сочетанием классического костюма, придуманного Нилом Адамсом, и костюма Майка Грелла, впервые появившегося на страницах «Longbow Hunters». Во флешбэках показывается, что Оливер пережил почти смертельную атаку во время событий Бесконечного кризиса и использовал своё время восстановления для тренировок.
Он работает с несколькими экспертами-инструкторами, включая сэнсея, известного как Натас, учившего Дэфстрока. Текущая постоянная серия «Green Arrow» (том 3) оканчивается выпуском № 75 в июне 2007 года, в котором Оливер подал в отставку с поста мэра после скандала и сделал предложение Дине Лэнс, Чёрной Канарейке.

### Green Arrow/Black Canary
После окончания постоянной серии о Зелёной Стреле DC Comics выпустило четырёхсерийную мини-серию о Чёрной Канарейке, в которой Зелёная Стрела объединяется с Чёрной Канарейкой, чтобы помочь Син попасть в школу и начать новую жизнь. Эта серия закончилась, когда Чёрная Канарейка приняла предложение Зелёной Стрелы о браке. Результатом стал выпуск трёх связанных между собой специальных выпусков, входящих в сюжетную линию «Countdown». Это были «The Black Canary Wedding Planner», «JLA Wedding Special» и «The Green Arrow/Black Canary Wedding Special». Эти выпуски были вступительными к новой серии комиксов «Green Arrow/Black Canary». В конце свадебного спецвыпуска Чёрной Канарейке пришлось убить Зелёную Стрелу, поскольку тот сошёл с ума и напал на неё.
Новая постоянная серия стартовала с этого события, быстро объяснив, что Зелёная Стрела жив (а убитый был всего лишь самозванцем) и находится в заложниках у «Афины». Чёрная Канарейка, Коннор и Миа организовали миссию по спасению Зелёной Стрелы. Когда команда объединилась, Коннора поразила пуля, предназначенная для Оливера, и он впал в вегетативное состояние. Пока Коннор находился в коме, Оливер и Дина официально поженились, поскольку официально они так и не успели это сделать во время свадебного спецвыпуска, но когда они вернулись, оказалось, что Коннора похитили.
Сюжетная линия переходит в другую, в которой происходит спасение Коннора Хоука от загадочного похитителя. Коннор в конце концов был найден и вылечен благодаря манипуляциям Доктора Шиваны. В выпуске № 15 Эндрю Крейсберг стал сценаристом серии.

### Blackest Night/Cry for Justice
Во время событий «Blackest Night» Оливер был превращён в Чёрного Фонаря и напал на своих бывших союзников. Когда Оливер сражался со своим сыном Коннором, тот сказал, что так и не простил отца по-настоящему.
В мини-серии «Justice League: Cry for Justice» враг Лиги справедливости Прометей уничтожил Стар-сити, родной город Оливера, как часть плана «навредить» сообществу героев и, в особенности, Лиге. После этого Зелёная Стрела выслеживает его в его тайном логове и убивает злодея, пустив ему стрелу между глаз. Это убийство, совершённое секретно, Оливер посчитал справедливым возмездием за взрывы (унёсшие, помимо прочего, жизнь Лайан Харпер, дочери первого Спиди, Роя Харпера), после чего помешался на поиске других суперзлодеев, помогавших Прометею в подготовке взрыва. Когда Лига справедливости узнаёт о плане возмездия Зелёной Стрелы, они осознают, что он пересёк черту, и передают его в заключение; Чёрная Канарейка возвращает ему его свадебное кольцо, объявив, что их брак расторгнут. Серия «Green Arrow/Black Canary» оканчивается этой историей, и на страницах «Justice League: Rise and Fall Special» Оливера признали невиновным в убийстве из-за симпатий большинства жюри присяжных к нему и его мотивам. Тем не менее мэр изгоняет Оливера из Стар-сити.

### Brightest Day
После событий Темнейшей ночи белое кольцо Дэдмена привело его к руинам Стар-сити. Заряженное сущностью жизни Земли, кольцо создало большой лес посреди остатков города, растущий в присутствии белого света.
В неведении от населения Стар-сити, Зелёная Стрела вернулся и жил в выросшем лесу, стараясь по мере сил сохранять город, все ещё не оправившийся от смерти и разрушений, принесённых Прометеем. При почти полном отсутствии законов и смерти большого числа публичных людей, во главе «Queen Industries» в результате рейдерского захвата становится новый человек, собирающийся принести мир и восстановить город. Самопровозглашённый «Куин» имел некую связь с отцом Оливера и заявляет, что будет отстаивать семейное наследие Куинов, в чём Зелёная Стрела потерпел крах.

### The New 52
После перезапуска DC 2011 года и запуска проекта «the New 52» Зелёная Стрела получил свою постоянную серию. Оливер Куин — Зелёная Стрела, днём — глава отделения Q-Core «Queen Industries», ночью — борец с преступностью.
Воспоминания Роя в комиксе «Red Hood and the Outlaws» показывают, что Оливер разорвал партнёрские отношения с ним, официально выкупив его долю в компании и фактически выкинув его на улицу, после чего Рой попытался покончить с собой руками Убийцы Крока. Рой также рассказывает, что украл у компании Оливера стрелы на свои нужды..

## Альтернативные версии
Много альтернативных версий персонажа появлялось в изданиях DC Comics. Оригинальная версия персонажа была установлена как версия Земли-2. Этот Зелёная Стрела был участником Семи Солдат Победы и Всезвёздного Отряда в 1940-х вместе со своим напарником Спиди. Кроме истории их происхождения — они оба были тренированы на Столовой горе (англ. mesa top) — их история почти полностью повторяет версию Земли-1, вплоть до той точки, в которой они путешествовали во времени во время битвы с Человеком-туманностью (англ. Nebula Man). Он был убит во время Кризиса на Бесконечных Землях. В этом комиксе у Зелёной Стрелы с Земли-2 волосы коричневого цвета в противоположность к Зелёной Стреле Земли-1 — он блондин. Так же Спиди с Земли-2 был блондином, в то время как Спиди с Земли-1 — рыжий.
- Персонаж появился в комиксе Фрэнка Миллера The Dark Knight Returns и в продолжении, The Dark Knight Strikes Again. Несмотря на отсутствующую руку (судя по всему, это из-за Супермена), Оливер всё ещё является отличным лучником (он держит кончики стрел своими зубами). Позже Изумрудный лучник получает кибернетический протез от Бэтмена в сиквеле. Смерть Зелёной Стрелы в Green Arrow № 100—101 намекает на историю Миллера. Единственная возможность Супермена спасти Оливера значит лишить его руки, но Оливер ему не позволяет. Позже в Quiver он рассказывает, что отказался как из-за своих проблем в жизни на тот момент, так и из-за того, что в таком случае он был бы бесполезен в качестве лучника. В The Dark Knight Knight Returns Куин изображается как анархист, в то время как в The Dark Knight Strikes Again он описывается как «миллионер, ставший коммунистом».
- Более старый, лысеющий Оливер Куин появился в комиксе Марка Уэйда и Алекса Росса Kingdom Come, в которой он объединил силы с Бэтменом, чтобы противостоять армии Супермена. Он женился на своей давней любви Дине Лэнс, и у них есть дочь, Оливия Куин.
- Зелёная Стрела появляется в фэнтезийной истории, навеянной «Властелином колец», JLA: Age of Wonder, в которой персонаж был переименован в Longbow Greenarrow. Здесь он таинственный волшебник, напоминающий Гэндальфа, защитник бедных и враг притеснителей.
- В JLA: Nail и сиквеле, JLA: Another Nail, Оливер описывается как изуродованный экс-герой, потерявший руку, глаз и возможность использовать ноги в схватке с Эмейзо, той же схватке, в которой потерял жизнь Катар Хол (Человек-орёл). Озлобленный и в ярости, он теперь прикован к креслу и распространяет страх в шоу Перри Уайта, рассказывая, что Лига справедливости — пришельцы, и заявляя, что они планируют захватить мир. В сиквеле мозг Оливера был помещён в тело Эмейзо, восстановив свой рассудок, что позволило ему победить существо, угрожающее вселенной, пусть и ценой своей жизни, после того как он наладил отношения со своими бывшими напарниками.
- В комиксе Batman: Holy Terror Оливер Куин упоминается как казнённый по обвинению в поддержке подпольных евреев «порнографов». Также у него есть камео-появление в обществе Брюса Уэйна в комиксе Batman: Nine Lives Дина Моттера. Зелёная Стрела появляется в комиксе спин-оффе сериала Justice League Unlimited. Также Оливер появляется в комиксе Майка Миньолы Batman: The Doom That Came to Gotham, где изображён как современный тамплиер, снабжённый магическими стрелами, которые были окунуты в кровь Святого Себастьяна. Его убила Ядовитый Плющ в выпуске № 2.
- Еженедельная серия DC 52 установила новую мультивселенную. На Земле-3 злой вариант Зелёной Стрелы является суперзлодеем и членом Синдиката Преступности Америки. В Tangent Comics (Земля-9) Зелёная Стрела — это тип газировки со слоганом: «Приходится по вкусу» (англ. Hits the Spot). На Земле-15 Рой Харпер заменил Оливера в качестве Зелёной Стрелы.[35] Вариации Оливера Куина из Земли-22 (Kingdom Come) и Земли-31 (Dark Knight Returns) были позже объединены в новой мультивселенной. На зеркально обращённой по половому признаку Земле-11 Оливера заменила Оливия Куин, а версия Чёрной Канарейки этого мира обладает схожими признаками с Оливером из Земли-1.[36]
- В альтернативной временной линии, показанной в комиксах события Flashpoint, Оливер Куин является главой Green Arrow Industries, основной компании-производителя оружия, а также управляет группой бывших военных, которых зовут Зелёными Стрелами. И хотя Оливер является гением-изобретателем, он крадёт продвинутые технологии суперзлодеев для военного использования. В один день он обнаруживает, что его Зелёные Стрелы были убиты женщиной-разбойницей. Взяв своё оружие и гаджеты, чтобы преследовать её в битве, Оливер внезапно узнаёт, что женщина — его дочь от Виксен, бывшей любовницы Оливера. А причина, по которой женщина его атаковала, заключается в том, что Green Arrow Industries строит свои фабрики по тестированию и производству оружия в городах, которые становятся целью для атаки суперзлодеев, желающих вернуть своё оружие. Шокированный этой информацией, Оливер застыл и не успел предотвратить убийство своей дочери подоспевшей резервной командой Зелёных Стрел, которую он ранее вызвал.[37]

## Силы и способности
Зелёная Стрела не обладает никакими суперспособностями. Тем не менее он обладает природным даром стрельбы из лука. Согласно Green Arrow: Year One, Оливер Куин — большой поклонник Говарда Хилла, дублёра, делавшего все трюки в фильме «Приключения Робина Гуда». В детстве он даже встречался с Хиллом, и тот преподал ему пару уроков и сказал, что он прирождённый лучник.
В борьбе с преступностью Зелёная Стрела преимущественно пользуется луком и стрелами — как обычными, так и с особыми наконечниками. Долгое время фирменным знаком Зелёной Стрелы была стрела с наконечником в виде боксёрской перчатки. Но были и самые разные вариации: с газовыми и световыми бомбами, с сетями и электрошоковые и многие другие. Помимо этого, Оливер тренировал своё тело в жесточайших условиях, которые не под силу нормальному человеку. Он превратил себя в оружие. Его болевой порог гораздо выше, чем у обычного человека, к примеру: он может вести активный бой с шестью стрелами в спине, также его кости по прочности сравнимы со сталью, при переломах они не нуждаются в уходе и способны самостоятельно срастаться. За годы Оливер повысил физические данные до предела человеческих возможностей. Ловкость, выносливость и реакция также на высоте. Помимо этого, он занимался изучением множества боевых искусств. Всё это делает Оливера очень опасным противником. По силе он может сравниться с Бэтменом, Детстроуком и другими персонажами.
Изначально Зелёная Стрела был во многом списан с Бэтмена и потому имел свою фирменную машину — Стреломобиль, Пещеру и многие другие свойственные Бэтмену черты. Позже было решено отказаться от этого — Оливер Куин потерял состояние, разбил Стреломобиль и перестал использовать пещеру в качестве штаба.

## Зелёная Стрела вне комиксов

### Телевидение

Джастин Хартли в роли Зелёной Стрелы в сериале «Тайны Смолвиля»

Первое появление супергероя на телевидении произошло в телесериале «Тайны Смолвиля», который повествует о приключениях юного Супермена. Роль Зелёной Стрелы исполнил актёр Джастин Хартли. Персонаж появляется в семи сериях шестого сезона, в седьмом сезоне он появляется лишь в одной серии, когда вербует в Лигу справедливости Чёрную Канарейку, а с началом восьмого сезона становится одним из основных персонажей сериала. В сериале его образ приближён к образу Робина Гуда — помимо рутинного спасения людей, он грабит музеи, а награбленное сдаёт на благотворительность. С развитием сюжета Оливер Куин становится другом Кларка Кента, а также выясняется, что родителей Оливера убил Лайонел Лютор, отец Лекса Лютора, которого впоследствии убивает Зелёная Стрела. В сериале именно он создаёт Лигу справедливости, которая состоит из супергероев, встречавшихся ранее. Также сериал показывает, что в прошлом Оливер попал на необитаемый остров, где впервые попробовал стрельбу из лука.

Стивен Амелл в роли Зелёной Стрелы в Телевизионной вселенной DC

10 октября 2012 года состоялась премьера сериала «Стрела», который полностью сосредоточен на Зелёной Стреле. Никакой связи с «Тайнами Смолвиля» сериал не имеет. Роль Оливера исполняет Стивен Амелл. В данном сериале Оливер пробыл 5 лет на необитаемом острове, совместно с Детстроуком и Шадо сражаясь с террористами, после чего был найден рыбаками и вернулся в Старлинг-сити к матери и младшей сестре Тэе. Используя список коррумпированных бизнесменов, оставленный ему отцом, Оливер стал мстителем и начал войну с преступным миром Старлинг-сити, используя как прикрытие ночной клуб, в котором также находится его секретный штаб. В отличие от комиксов, в сериале Оливер изначально использовал очень жёсткие методы борьбы с преступностью, чаще убивая преступников, чем просто избивая и сдавая полиции, и редко сражался с преступниками вне отцовского списка. В первом сезоне Зелёной Стрелой его практически никогда не называют (к нему обращаются либо «Линчеватель», либо «Капюшон»), но во втором сезоне детектив Квентин Лэнс дал ему имя Стрела, считая, что оно подходит ночному мстителю лучше, нежели «Капюшон». Во второй серии третьего сезона его впервые назвали Зелёной Стрелой, а с четвёртого сезона он официально постоянно использует это имя (поскольку все считают Стрелу мёртвым). С первой серии второго сезона Стрела не убивает своих противников, исключением стал Граф Вертиго, который угрожал его помощнице Фелисити Смоук. В первой серии пятого сезона Стрела вновь стал убивать преступников.
Также Оливер появился в пяти эпизодах сериала «Флэш» («Пилот», «Флэш против Стрелы», «Атмосфера безумия», «Легенды сегодняшнего дня» и «Вторжение!») и в четырёх эпизодах сериала «Легенды завтрашнего дня» («Пилот. Часть 1», «Стар-сити, год 2046», «Вне времени» и «Вторжение!») . Роль Оливера вновь исполнил Стивен Амелл. Кроме этого актёр озучивал своего персонажа в веб-сериале «Виксен».

### Кино
После объявления фильма «Лига справедливости» Стивен Амелл заявил, что готов сыграть в нём Оливера. Также планируется отдельный фильм о персонаже.

### Анимация

Зелёная Стрела в мультсериале «Бэтмен: Отважный и смелый»

- Впервые Зелёная Стрела появился в эпизоде оригинальном мультсериале Super Friends.
- Много раз появлялся в мультсериале Justice League Unlimited.
- Появился в нескольких эпизодах мультсериала The Batman 2004 года.
- Появился в «Лига справедливости: Новый барьер», где внешне похож на версию Золотого века.
- Часто появлялся в мультсериале «Бэтмен: отважный и смелый», начиная с промо в самой первой серии.
- Злая версия Зелёной Стрелы из параллельной вселенной под именем «Алая Стрела» появилась в «Лига справедливости: Кризис двух миров», озвученный Джимом Мескименом.
- Стал главным персонажем сольного короткометражного мультфильма «Витрина DC: Зелёная Стрела».
- Зелёная Стрела появился как член Лиги справедливости в мультсериале «Юная Лига справедливости».
- Появился в скетч-мультсериале «Псих».
- В мультфильме «Бэтмен: Возвращение Тёмного рыцаря. Часть 2» помог Бэтмену одолеть Супермена. Озвучен Робином Аткином Даунсом[40].
- В качестве камео-персонажа появился в анимационном фильме «Лего. Фильм».
- Зелёная Стрела появился как один из главных персонажей в мультфильмах «Безграничный Бэтмен: Животные инстинкты», «Безграничный Бэтмен: Нашествие монстров» и «Безграничный Бэтмен: Роботы против мутантов».
- Фигурирует в мультфильме «Несправедливость», где вместе с Бэтменом противостоит диктатуре Супермена. Погибает от рук последнего после несчастного случая с Джонатаном Кентом.
- Появляется в мультфильме «Зелёный Фонарь: Берегись моей силы».

### Игры
- Играбельный персонаж в игре Justice League Task Force для Sega Mega Drive и Super NES.
- Зелёная Стрела — один из открываемых персонажей в игре 2006 года Justice League Heroes. Озвучен Ральфом Гарманом.
- Появляется в игре Batman: The Brave and the Bold — The Videogame. В версии для Nintendo Wii Бэтмен может призывать его себе на помощь. Играбельный персонаж в версии игры для Nintendo DS. Озвучен Джеймсом Арнольдом Тейлором.
- Появляется в игре DC Universe Online, озвучен Дэвидом Дженнисоном.
- Играбельный персонаж в вышедшей в 2013 году игре Injustice: Gods Among Us. В своём одиночном финале Оливер посещает альтернативный Звёздный Городок и находит памятник в форме стрелы в честь покойной Зелёной Стрелы. Он также наставляет Роя Харпера из этой вселенной, чтобы тот стал новым защитником города, Красной Стрелой.
- Играбельный персонаж в портативных версиях LEGO Batman 2: DC Super Heroes.
- Играбельный персонаж в MOBA игре 2014 года Infinite Crisis (игра).
- Зелёная Стрела — один из играбельных персонажей в игре и дополнении к ней, в озвучке также Стивеном Аммеллом Lego Batman 3: Beyond Gotham.
- Зелёная Стрела — один из играбельных персонажей в игре Injustice 2 для PlayStation 4, Xbox One и PC. В своей одиночной концовке Оливер возвращается в свою вселенную, чтобы предупредить свою планету о Брэйниаке, но прибывает в самый разгар нападения Брэйниака. Однако Брэйниак был побеждён Лигой Справедливости мультивселенной, состоящей из вариаций Супермена из Земли-23, Бэтмена из вселенной Красный Сын и Чудо-женщины из Флэшпоинта. Он присоединяется к ним, когда они отправляются в другие вселенные, чтобы сразиться с несколькими версиями Брэйниака.

## Коллекционные издания
Мягкое коллекционное издание The Archer’s Quest (№ 16-21) было выпущено как Том 4 в серии после Straight Shooter (№ 26-31), выпущенной как Том 3. Издания в твёрдой обложке комиксов Quiver, The Sounds Of Violence и The Archer’s Quest никогда не нумеровались.
| Title                                                | Material collected | ISBN                                          |
| Beginnings & Team-up with Green Lantern              | Beginnings & Team-up with Green Lantern                                                                                                   | Beginnings & Team-up with Green Lantern       |
| ---------------------------------------------------- | --- | --------------------------------------------- |
| The Green Arrow by Jack Kirby                        | Adventure Comics № 250—256; World’s Finest Comics № 96-99                                                                                 |                                               |
| Showcase Presents: Green Arrow                       | Adventure Comics № 250—266, № 268—269; Brave and the Bold № 50, № 71, № 85; Justice League of America № 4; World’s Finest Comics № 95-140 | ISBN 978-1-4012-0785-4                        |
| Green Lantern/Green Arrow Vol. 1                     | Green Lantern (том 2) № 76-82 | ISBN 978-1-4012-0224-8                        |
| Green Lantern/Green Arrow Vol. 2                     | Green Lantern (том 2) № 83-87, № 89; The Flash (том 2) № 212—219, № 226                                                                   | ISBN 978-1-4012-0230-9                        |
| The Green Lantern/Green Arrow Collection             | Green Lantern (том 2) № 76-87, № 89, The Flash (vol. 2) № 212—219, № 226                                                                  | ISBN 978-1-56389-639-2                        |
| Green Lantern: Emerald Allies featuring Green Arrow  | Green Arrow (том 2) № 104, № 110—111, № 125—126; Green Lantern (том 3) № 76-77, № 92                                                      | ISBN 978-1-56389-603-3                        |
| Green Lantern: Emerald Knights featuring Green Arrow | Green Arrow (том 2) № 136; Green Lantern (том 3) № 99-106                                                                                 | ISBN 978-1-56389-475-6                        |
| Green Arrow Return                                   | |                                               |
| Green Arrow: Quiver                                  | Green Arrow (том 3) № 1-10 | ISBN 978-1-56389-802-0 ISBN 978-1-56389-965-2 |
| Green Arrow: The Sounds of Violence                  | Green Arrow (том 3) № 11-15 | ISBN 978-1-56389-976-8 ISBN 978-1-4012-0045-9 |
| 'Green Arrow: The Archer’s Quest                     | Green Arrow (том 3) № 16-21 | ISBN 978-1-4012-0010-7 ISBN 978-1-4012-0044-2 |
| Green Arrow: Straight Shooter                        | Green Arrow (том 3) № 26-31 | ISBN 978-1-4012-0200-2                        |
| Green Arrow: City Walls                              | Green Arrow (том 3) № 32, № 34-39 | ISBN 978-1-4012-0464-8                        |
| Green Arrow: Moving Targets                          | Green Arrow (том 3) № 40-50 | ISBN 978-1-4012-0930-8                        |
| Green Arrow: Heading Into the Light                  | Green Arrow (том 3) № 52, № 54-59 | ISBN 978-1-4012-1094-6                        |
| Green Arrow: Crawling From the Wreckage              | Green Arrow (том 3) № 60-65 | ISBN 978-1-4012-1232-2                        |
| Green Arrow: Road to Jericho                         | Green Arrow (том 3) № 66-75 | ISBN 978-1-4012-1508-8                        |
| Green Arrow/Black Canary                             | |                                               |
| Green Arrow/Black Canary: Road to the Altar          | Birds of Prey № 109; Black Canary № 1-4; Black Canary Wedding Planner                                                                     | ISBN 978-1-4012-1863-8                        |
| Green Arrow/Black Canary: The Wedding Album          | Green Arrow/Black Canary № 1-5; Green Arrow/Black Canary Wedding Special                                                                  | ISBN 978-1-4012-1841-6 ISBN 978-1-4012-2219-2 |
| Green Arrow/Black Canary: Family Business            | Green Arrow/Black Canary № 6-10 | ISBN 978-1-4012-2016-7                        |
| Green Arrow/Black Canary: A League of Their Own      | Green Arrow/Black Canary № 11-14; Green Arrow Secret Files № 1                                                                            | ISBN 978-1-4012-2250-5                        |
| Green Arrow/Black Canary: Enemies List               | Green Arrow/Black Canary № 15-20 | ISBN 978-1-4012-2498-1                        |
| Green Arrow/Black Canary: Big Game                   | Green Arrow/Black Canary № 21-26 | ISBN 978-1-4012-2709-8                        |
| Green Arrow/Black Canary: Five Stages                | Green Arrow/Black Canary № 27-30 | ISBN 978-1-4012-2898-9                        |
| Green Arrow: Into the Woods                          | Green Arrow Том 4 № 1-7 | ISBN 1-4012-3073-3                            |
| Green Arrow: Salvation                               | Green Arrow Том 4 № 8-15 | ISBN 1-4012-3394-5                            |
| The New 52                                           | |                                               |
| Green Arrow Vol. 1: The Midas Touch                  | Green Arrow (том 5) № 1-6 | ISBN 978-1-4012-3486-7                        |
| Green Arrow Vol. 2: Triple Threat                    | Green Arrow (том 5) № 7-13 | ISBN 978-1-4012-3842-1                        |
| Miscellaneous                                        | |                                               |
| Green Arrow: Year One                                | Green Arrow: Year One № 1-6 | ISBN 978-1-4012-1687-0 ISBN 978-1-4012-1743-3 |
| Green Arrow: The Longbow Hunters                     | Green Arrow: The Longbow Hunters № 1-3 | ISBN 978-0-930289-38-6                        |
| Justice League: Rise and Fall                        | Justice League: Rise and Fall Special № 1, Green Arrow № 31-32, Rise of Arsenal № 1-4, Justice League Том 2 № 43                          | ISBN 1-4012-3013-X                            |

## Критика и отзывы
В мае 2011 года Зелёная Стрела занял 30 место в списке 100 лучших героев комиксов по версии IGN .